# Molophilus erebus
Molophilus erebus är en tvåvingeart som beskrevs av Alexander 1927. Molophilus erebus ingår i släktet Molophilus och familjen småharkrankar. Inga underarter finns listade i Catalogue of Life.